# Guaíba
Guaíba egy község (município) Brazíliában, Rio Grande do Sul államban, a Guaíba-tó nyugati partján. Porto Alegre metropolisz-övezetének (Região Metropolitana de Porto Alegre, RMPA) része. 2022-ben a község népességét 92 924 főre becsülték. A farroupilha-felkelés bölcsője.

## Története
A környéket az i. e. 10. évezredtől kezdődően az úgynevezett Umbu-kultúra (tradição Umbu) jellemezte, lakossága guaraní indiánokból állt, akik növénytermesztéssel, vadászattal, halászattal, fazekassággal foglalkoztak. A spanyol és portugál gyarmatosítók megérkeztével az őslakosok száma lehanyatlott, a portugálok pedig többször összecsaptak a spanyolokkal, vitatva a földek hovatartozását. Az 1777-es San Ildefonso-i szerződés értelmében Rio Grande do Sul területe végül a portugáloké lett, a telepesek pedig királyi földadományokat (sesmaira) kaptak, melyeken farmok, őrhelyek, templomok, települések létesültek.
A mai Guaíba területét 1793-ban kapta meg Antônio Ferreira Leitão mint sesmariát. A helynek szerepe volt a farroupilha-felkelésben; a lázadó José Gomes de Vasconcelos Jardim (Leitão veje) itteni farmján szervezte meg Porto Alegre elfoglalását. Gomes Jardim, Bento Gonçalves, Onofre Pires és mások egy hatalmas ciprusfa árnyékában találkoztak, ahol megállapodtak a Rio Grande-i Köztársaság megszervezéséről, és itt dolgozták ki a felkelés terveit is. 1835. szeptember 19-én délután Onofre Pires és Gomes Jardim parancsnoksága alatt elindultak az Alegria-partról azok a lázadók, akik a Ponte da Azenhai csatában, a farroupilha-felkelés kezdetén szembeszálltak a császáriakkal és elfoglalták Porto Alegret. A helyet, ahonnan elindultak, emléktábla jelzi; a José Gomes de Vasconcelos Jardim téren pedig a Rio Grande-i Köztársaság elnökének emlékműve áll.
A felkelés leverése után megkezdődött Rio Grande do Sul bevándorlókkal való benépesítése; a mai Guaíba község területén településmagok alakultak ki, közöttük egy Pedras Brancas nevű falu („fehér kövek”, a közeli sziklaegyüttesre utalva), amelynek első telkeit és utcáit 1860-ban jelölték ki. Ez kezdetben átutazó kupecek és hajcsárok megállójaként szolgált (erre vezetett az út Porto Alegre felé, a Guaíba-tavon keresztül), majd mezőgazdaságra összpontosuló infrastruktúra is kialakult. 1892-ben Pedras Brancast kisvárossá (vila), körzetét pedig Porto Alegre kerületévé nyilvánították. Az 1911-es közigazgatási felosztás alapján Porto Alegre 9. kerülete volt. 1912-ben Pedras Brancas település 800 lakost és több mint 200 épületet számlált; volt itt posta, távíróállomás, telefonközpont, körzeti anyakönyvi hivatal, rendőrőrs és nyilvános vágóhíd. Pedras Brancas kerületnek 4486 lakosa és 736 épülete volt.
1926-ban Pedras Brancas két másik kerülettel (10. és 11.) együtt függetlenedett, új községet alkotva Guaíba néven (amelyet a tóról neveztek el). Később Guaíbából kivált Barra do Ribeiro és Mariana Pimentel (az egykori 10. és 11. kerületek).

## Leírása
Székhelye Guaíba, további kerületei nincsenek. A községközpont a Guaíba-tó nyugati partján fekszik, az állami székhelytől 17 kilométerre, 4 méteres tengerszint feletti magasságban, amfiteátrum-szerű dombokkal körülvéve. Nedves szubtrópusi éghajlat jellemzi, az éves átlaghőmérséklet 20,1 ºC, a csapadék 1186 mm. Jelentős szerepe van az iparnak (élelmiszeripar, papírgyártás). Helyi látnivalók: Gomes Jardim felkelő háza, a Carlos Nobre múzeum, a Farroupilha-ciprus, a Felszabadító Szűzanya (Nossa Senhora do Livramento) templom, atlanti-parti erdők, vízpart és strandok.

## Híres személyiségek
- José Gomes de Vasconcelos Jardim (1774–1854) farroupilha lázadó és hadvezér. Orvosi diplomát szerzett, kórházat alapított Pedras Brancasban, és ismert volt jótékonysági tevékenységéről is. 1835-ben Bento Gonçalves da Silvával és Onofre Pires-zel összeesküvést szőtt és hadba indult a monarchia ellen. Miután kikiáltották a köztársaságot, Gomes Jardim 1836 novemberétől az elnök szerepét töltötte be, mivel Bento Gonçalvest a császáriak elfogták és bebörtönözték. 1854 tavaszán hunyt el.[4]
- Nicolau Estanislau Scherer (1887–1950) kanonok. 1913-ban pappá szentelték São Leopoldoban, kezdetben Montenegróban szolgált, majd 1921-től Pedras Brancas (Guaíba) plébánosa lett. 1946-ban egészsége megromlott, de továbbra is papi teendőket látott el, és levéltárosként is dolgozott. 1949 végén kórházba került, ahol 1950 tavaszán a halál angyala bizakodó és derűs hangulatban találta.[4]
- Gastão Leão (1896–1954) orvos. Még az orvosi egyetem második évében kezdett praktizálni Guaibában, és 36 éven át gyakorlatilag a város egyetlen orvosa volt, így általános tiszteletnek és megbecsülésnek örvendett. A közéletben városi tanácsosi szerepet is betöltött. Hosszú betegség után, 1954 májusában hunyt el.[4]